# Баркарола (Шопен)
Баркарола фа-диез мажор, опус 60 — пьеса Фридерика Шопена для фортепиано соло, написанная в период с осени 1845 по лето 1846 года, за три года до смерти композитора. Была впервые опубликована в 1846 году в Лейпциге.
«Баркаролу» Шопена часто сравнивают с его ноктюрнами. Помимо Шопена, к жанру баркаролы обращались такие композиторы XIX века, как Ференц Лист и Габриэль Форе.

## Описание
Пьеса отличается романтическим и слегка задумчивым характером. Большинство интервалов в правой руке ― это терции и сексты, в то время как в левой руке встречаются и октавы. Средняя часть произведения написана в ля мажоре, а вторая тема этого раздела повторяется в конце пьесы в фа-диез мажоре. Размер пьесы ― 12
8.
Это одно из последних крупных произведений Шопена, наряду с его «Полонезом-фантазией», оп. 61. «Баркаролу» часто считают одной из самых технически сложных композиций Шопена. Продолжительность пьесы составляет около 7–9 минут.